# Yoo Young-chul
Yoo Young-Chul (Koreaans: 유영철) (Gochang, 18 april 1970) is een Zuid-Koreaanse seriemoordenaar en zelfverklaard kannibaal. Hij bekende 21 moorden en werd voor twintig daarvan veroordeeld. Yoo veranderde niettemin nogal eens van verklaring, waardoor hij ook andere, grotere aantallen moorden bekende.
Yoo had het met name voorzien op welgestelde oudere mannen en prostituees. Hij verminkte ten minste elf van zijn slachtoffers, verbrandde er drie en verklaarde van vier mensen de lever opgegeten te hebben. Dit deed hij om 'zuiver' te worden, zei hij. Tijdens zijn moordperiode kreeg hij op internetfora de bijnamen Thursday Night Killer en Rainy Night Murderer.

## Yoos afglijden
Yoo pleegde zijn daden tussen september 2003 (toen hij vrijgelaten werd uit het Jeonju Detention Center) en juli 2004, toen hij gearresteerd werd. Hij werd eerder in 2000 opgesloten voor diefstal en verkrachting van een 15-jarig meisje. Tijdens zijn straf scheidde zijn vrouw (mevr. Hwang) van hem, ontzegde zij hem omgang met hun zoontje en bestudeerde Yoo het leven van Jeong Du-young, een andere voormalige seriemoordenaar. Zo kwam hij op het idee dat de rijken de oorzaak waren van al het leed in zijn leven.
Yoo fabriceerde thuis een zelfgemaakte hamer en ontwikkelde een profiel voor potentiële slachtoffers, waarmee zijn modus operandi vast kwam te staan. Op dit stuk gereedschap werd later ook weefsel gevonden van verschillende van zijn prooien.
Yoo werd op 19 juni 2005 veroordeeld tot de doodstraf door ophanging.

## Bekende slachtoffers
- Ms. Jeon (25) wordt op 6 februari 2002 door Yoo benaderd voor de deur van een restaurant. Nadat ze weigert met hem mee te gaan op vertoon van zijn valse politie-identificatie, steekt hij haar vijf keer in de borst.
- In maart 2002 laat Yoo een vrouw van een escortservice naar zijn appartement in Mapo komen. Daar slaat hij haar de hersens in, hakt haar in stukken en begraaft haar in de buurt van de Seogang University. Deze methode om aan vrouwen te komen staat Yoo zo aan dat hij van begin april tot half juli nog minstens tien vrouwen op deze manier om het leven brengt. Ondertussen schaaft hij de toppen van de vingers van zijn slachtoffers af om vingerafdrukken te voorkomen en identificatie te bemoeilijken.
- Op 13 april 2002 gaat Yoo terug naar meneer Ahn, de eigenaar van een winkeltje in Hwanghak-dong waar hij eerder viagra kocht. Hij ketent Ahn met handboeien en sluit hem op in zijn eigen busje, waarin Yoo hem later vermoordt. Nadat hij Ahns handen afzaagt, steekt hij het busje met de rest van het lijk in brand.
- Het echtpaar Lee 24 september 2003 - Hij (72) werd in zijn keel gestoken. Nadat Yoo mevrouw Lee (68) probeerde te kalmeren, sloeg hij haar de hersens in met zijn hamer.
- Op 9 oktober 2003 slaat Yoo mevrouw Kang (85) het hoofd in met verschillende slagen wanneer ze de badkamer uitstapt van haar huis. Wanneer haar dochter, mevrouw Lee (60) verschijnt, laat hij haar verklaren wie er nog meer in huis zijn voor hij ook haar de hersenen inslaat. De trap oplopend komt Yoo meneer Go tegen, die hij laat knielen voor hij diens hersenpan inslaat. Hij kan mevrouw Lees man niet vinden. Voordat Yoo zich uit de voeten maakt, zorgt hij dat het huis eruitziet alsof er door een dief is ingebroken.
- Op 16 oktober 2003 breekt hij in bij mevrouw Yoo (69), de echtgenote van een miljonair. Nadat ze verklaard heeft alleen thuis te zijn, laat Yoo zijn hamer weer spreken.
- Op 18 november 2003 breekt Yoo in bij een huis waar hij een baby hoort huilen. Op de trap schrikt huishoudster Bae (53) van hem en gaat onder bedreiging van een mes mee de slaapkamer in. Daar ligt de huiseigenaar meneer Kim (87) in bed. Nadat Yoo die het hoofd inslaat, rukt hij de baby uit de armen van Bae, bedekt het kind met een deken en slaat ook Bae dood.

## Over Yoo
Lee Eun-young schreef de biografie Murder Addiction over Yoo.